# Neoterebra doellojuradoi
Neoterebra doellojuradoi é uma espécie de gastrópode do gênero Neoterebra, pertencente a família Terebridae.